# ABC座 星（スター）劇場
『ABC座 星（スター）劇場』（エー・ビー・シー・ジー　スター　ゲキジョウ）は、2012年7月4日にポニーキャニオンから発売されたA.B.C-Zの1枚目の舞台・コンサート作品。
本作はA.B.C-Zが初の単独座長公演をつとめた『ABC座 星（スター）劇場』（作・構成・演出 ジャニー喜多川、2012年2月4日から2月29日まで東京・日生劇場）の映像化作品。
初回限定盤(Blu-ray Disc+DVD)、初回限定盤(DVD 2枚組)と通常盤(Blu-ray Disc)、通常盤(DVD)の4形態リリース。

## 概要

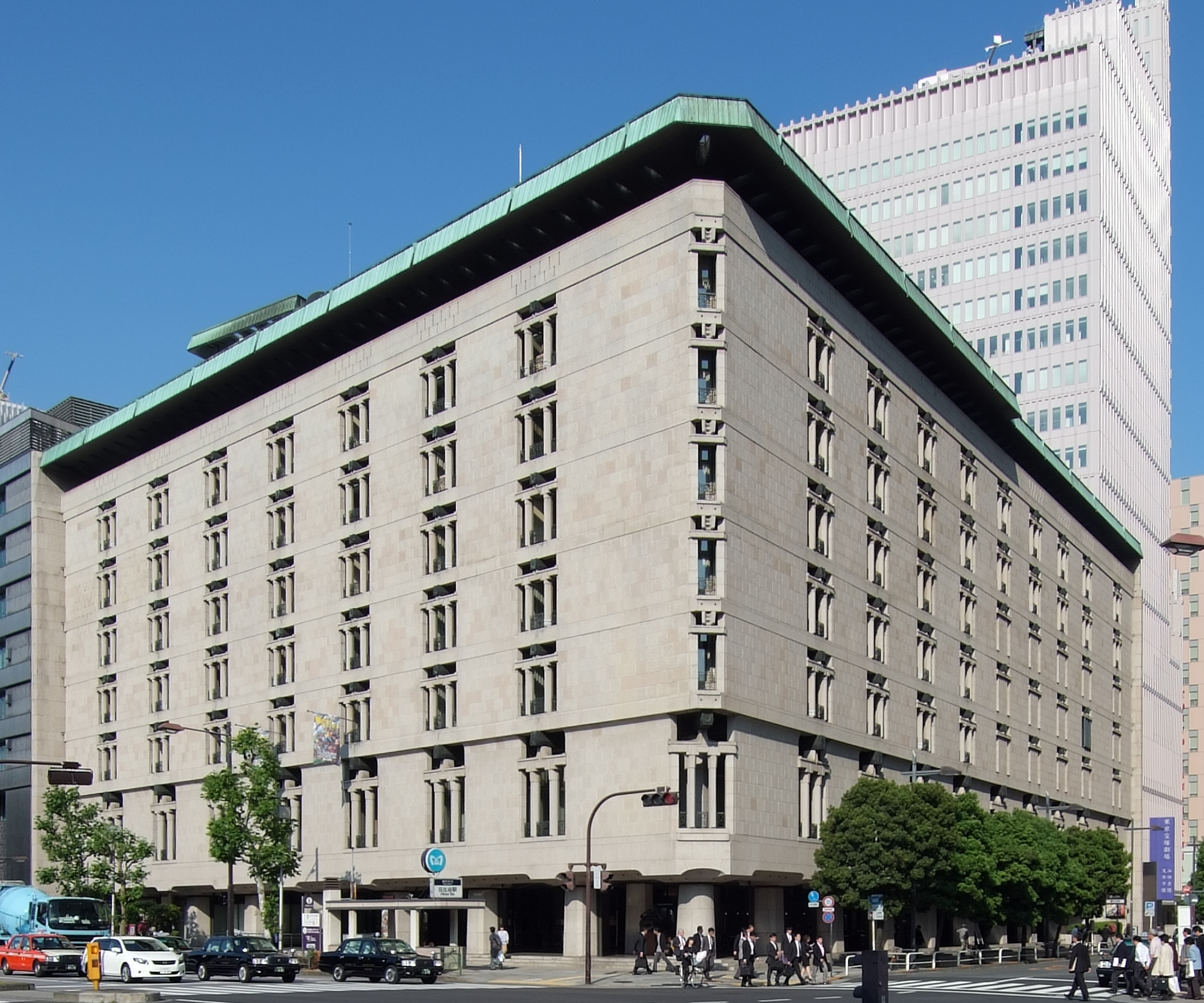
会場の日生劇場

1stDVDシングル『Za ABC〜5stars〜』の発売から3日後に開幕した本公演は、作・構成・演出をジャニー喜多川が務め、A.B.C-Zの他、Sexy Zoneの中島健人と菊池風磨、当時『笑っていいとも!』の16代目いいとも青年隊“noon boyz”としても活躍していた真田佑馬と野澤祐樹も出演した。
初回生産限定盤には、フジテレビONEで放送された特別番組『AtoZ 〜史上最強のジャニーズJr.ついにデビュー!〜』を再編集したスペシャルディスクが収められている。

## 収録内容
本編Blu-rayとDVD共に同じである。
2012/2/22 日生劇場にて収録

### 第1部「We are the Five Stars!」
1. オープニング
2. 過去への旅
3. 戦国時代
4. 戦争時代
5. BAND時代
6. 昭和の時代
7. 現代
8. ファイブスター

### 第2部「A.B.C-Z ライブ」
1. AtoZ
2. Crush
3. 砂のグラス
4. Dream~5つの願い~コーナー
Dream〜5つの願い〜→もう君以外愛せない→はじまりの音[4]→別れて行く3人[5]
5. A.B.C-Z
6. 恋に落ちたボディガード
7. ジャニーズメドレー
太陽のあいつ→ブルドッグ→男の子女の子→哀愁でいと→スニーカーぶる〜す→NAI・NAI 16→ダイナマイト→カナシミブルー→Family 〜ひとつになること→Keep the faith→DON'T U EVER STOP→ミッドナイト・シャッフル
※歴代のジャニーズ事務所所属者による代表曲をメドレー形式で披露。
8. 欲望のレイン&With you
Sexy Zoneの中島と菊池による歌唱コーナーであったが、本DVDが収録された2月22日分は菊池が欠席だった。
9. A.B.C-Zメドレー  
Vanilla→Freedom〜溢れ出す思い〜→ボクラ〜LOVE&PEACE〜→A to Z
10. Naked
11. LET’S SING A SONG
12. Za ABC〜5stars〜

## 特典
- 「ABC座 星(スター)劇場」のリハーサル風景他、デビュー直前直後の彼らに密着したスペシャル映像。
- スペシャルフォトブック
- 特製BOX仕様
- ポストカード5枚セット(ソロカット5種)封入

## 「ABC座 星（スター）劇場」データ
日生劇場の他、6大都市でも同タイトルのライブが行われた。
| 都道府県 | 会場                                   | 公演期間 （年度はいずれも2012年） | 開催日数 |
| -------- | -------------------------------------- | --------------------------------- | -------- |
| 東京都   | 日生劇場                               | 2月4日 - 2月29日                  | 26       |
| 大阪府   | NHK大阪ホール                          | 3月5日 - 3月7日                   | 3        |
| 宮城県   | 仙台サンプラザ                         | 4月3日                            | 1        |
| 愛知県   | 名古屋国際会議場センチュリーホール     | 4月17日                           | 1        |
| 広島県   | 広島県立文化芸術ホール                 | 4月21日                           | 1        |
| 福岡県   | 福岡サンパレス                         | 4月26日                           | 1        |
| 北海道   | さっぽろ芸術文化の館・ニトリ文化ホール | 5月5日                            | 1        |